# Sealioning
Sealioning (auch sea-lioning und sea lioning, auf Deutsch etwa: Verhalten von Seelöwen, Verhalten wie ein Seelöwe) ist ein von dem englischen Wort für Seelöwen abgeleitetes Verb, das im Netzjargon ein als lästig oder Schikane empfundenes Verhalten von sogenannten Trollen bezeichnet. Dabei werden Diskussionsteilnehmer unter dem Schutz von Anonymität, unklarer Identität und Motivation unermüdlich mit Fragen behelligt oder zur Beibringung von Belegen oder Beweisen zu Sachverhalten aufgefordert, die nur am Rande von Bedeutung oder aber längst geklärt sind. Zugleich wird der Anschein von Höflichkeit und aufrichtigem Interesse gewahrt oder Unwissenheit vorgetäuscht. Die chronische Aufforderung, sich an der Debatte zu beteiligen, und das Bemühen, sein Gegenüber im Gespräch zu halten, kann Züge eines Angriffs annehmen. Der Begriff geht auf einen Comic von David Malki aus dem Jahr 2014 zurück, der als Beschreibung von als unerträglich erlebten Diskussionen auf dem sozialen Netzwerk Twitter (Heute X) gilt. Als Sealions bezeichnete Personen geben niemals auf. Verlieren ihre Gesprächspartner die Geduld und werden unfreundlich, gerieren sie sich als Opfer. Der kommunikative Umgang mit ihnen gilt als ausgesprochen schwierig.

## Der Begriff
Im Oxford Dictionary of Social Media wird Sealioning als abschätzige Bezeichnung für eine konfrontative Praxis definiert, mit endlos erscheinenden Forderungen nach Antworten und Beweisen in eine Online-Diskussion zu springen. Dabei täuscht die als Sealion bezeichnete Person Höflichkeit und Interesse an einer Diskussion vor, ohne Signalen von Desinteresse oder Ablehnung Beachtung zu schenken, die von anderen Diskussionsteilnehmern ausgehen. Diese Signale führen nicht dazu, dass von den beständigen Forderungen abgelassen wird. Reagieren Zielpersonen ungeduldig und lassen sich zu einer ärgerlichen oder gar wütenden Reaktion hinreißen, präsentiert sich der Sealion als Opfer und bezeichnet seine Gesprächspartner als argumentativ nicht zugänglich und unvernünftig.
Der amerikanische Philosoph Walter Sinnott-Armstrong diskutierte den Begriff in seinem Buch Think Again: How to Reason and Argue. Internet-Trolle würden verlangen, so lange mit ihnen zu diskutieren, wie es ihnen beliebt, selbst wenn längst erkannt wäre, dass eine weitere Diskussion sinnlos sei. Wer aus der Diskussion aussteige, werde beschuldigt, engstirnig zu sein und sich der Vernunft zu widersetzen. Diese Praxis, so Sinnott-Armstrong, sei unerträglich („obnoxious“).
Als Fachdidaktiker setzte sich Philippe Wampfler mit diesem Internetphänomen auseinander – unter dem Titel Der Sea Lion hat den Troll im Netz abgelöst. Wampfler bezieht sich auf die Forscherin Claire Hardaker, die das Sealioning als einen Prozess des Tötens mit verbissener Freundlichkeit („process of killing with dogged kindness“) bezeichnete. Während sie Sealions als Trolle klassifiziere, sehe Wampfler sie „als eigene Klasse von kommunikativ herausfordernden Profilen“, für die er eine eigene Definition entwirft:

„Der Sea Lion verhält sich anständig. Durch Nachfragen und vorgetäuschtes Interesse zwingt er seine Gegenüber zu umständlichen Rechtfertigungen und Nachbesserungen ihrer Argumente. Das Ziel ist dabei, eine Person dazu zu bringen, emotional zu werden – darauf folgende Vorwürfe weist der Sea Lion ruhig von sich, er hat sich nicht daneben verhalten. Er ist Opfer eines Ausbruchs, mit dem er nichts zu tun hat.“

Sokrates ist laut Wampfler der „Inbegriff des Sea Lions“, der letztlich erreiche, dass gesagt wird, was er hören wolle. Allerdings liegen seiner Mäeutik andere Motive zugrunde, denn der Sealion wirkt nur auf den ersten Blick „wie ein seriöser Diskussionspartner“. Tatsächlich verberge er seine Interessen, argumentiere nicht wirklich, schreibe keine eigenen Texte und formuliere keine Thesen. Stattdessen melde er chronisch Zweifel an und verlange, von ihm empfohlene Texte zu lesen. Als Gegenmaßnahme schlägt Wampfler vor, den Begriff des Sealions in der Debatte offensiv zu verwenden, sich auf kurze Antworten zu beschränken und den Spieß umzudrehen.
Die englische Philosophin und Wissenschaftlerin Sophie Grace Chappell verglich das Sealioning mit dem sokratischen Begriff eirôneia – von dem sich, mit allerdings anderer Bedeutung, das Wort Ironie ableitet –, den sie als unaufrichtige Vortäuschung von Unwissenheit beschrieb, um ein Argument zu demontieren. Für sie ist eirôneia im Netzjargon sealioning.
Die Technik des Sealioning wurde mit zahlreichen Internetphänomenen verglichen, unter anderem mit dem Gish-Galopp, dem Taubenschach oder der Chewbacca-Verteidigung. Sie wurde – metaphorisch – als Denial-of-Service-Angriff (DoS-Angriff) auf Menschen beschrieben, womit die Überlastung einer Zielperson durch insistierendes Fragen gemeint ist. Manche Autoren bezeichneten Sealioning als einen böswilligen Akt („bad-faith“). Nicht alle Einladungen zu einer Debatte würden in guter Absicht ausgesprochen, also in der Bereitschaft, seine eigene Meinung zu überdenken und ggf. zu ändern, wie Emily Sullivan von der Universität Utrecht mit ihren Co-Autoren schrieb. Das Trolling habe zugenommen. Und auch, wenn Trolle, die sich am Sealioning beteiligen, John Stuart Mill auf ihrer Seite wähnen, wies dieser bereits im 19. Jahrhundert auf die Grenzen der Meinungsfreiheit hin. „Die Freiheit des Einzelnen darf sich nicht zu einer Belästigung für Andere entwickeln“ – dieses Zitat wird Mill zugeschrieben, jedoch wurde seine Urheberschaft in seinem Werk bisher nicht nachgewiesen. Vielmehr handelt es sich um eine Paraphrase seiner Prinzipien zur Freiheit und deren Begrenzung, wie er sie in seiner Schrift On Liberty im Jahr 1859 dargelegt hatte.
In ihrer Befassung mit Jugend- und Sozialarbeit listen Christian Vorre Mogensen und Sophie Buch Sealioning als eine der Methoden, in denen „Angst als Waffe“ benutzt werde. Sealioning kann von einer Einzelperson oder einer gemeinsam handelnden Gruppe angewendet werden.

## Begriffsgeschichte

### 2014 bis 2020
Die Verwendung des Begriffs geht auf einen Webcomic von David Malki zurück, den er auf seiner Website Wondermark am 19. September 2014 mit dem Titel The Terrible Sea Lion (deutsch: Der schreckliche Seelöwe) veröffentlichte. In dem Comic ärgert ein Seelöwe zwei Personen, indem er zwar höflich, aber nervtötend beharrlich versucht, sie in ein Gespräch zu verwickeln, an dem sie nicht interessiert sind. Schnell wurde aus dem englischen Wort für den Seelöwen das Verb sealioning gebildet. Malki war zunächst erfreut, dass sein Comic so viel Anklang fand.
Für Dina Rickman von der Online-Ausgabe der Zeitung The Independent war Malkis Comic im Jahr 2014 die treffendste Beschreibung von Twitter, die sie je gesehen habe. Auch Patricia Hluchy äußerte sich über Sealioning im Zusammenhang mit unerträglichen Diskussionen auf Twitter. Twitter Is Broken titelte David Auerbach im Slate-Magazin. Der Begriff gewann bald an Popularität als eine Möglichkeit, eine bestimmte Art von Online-Trolling zu bezeichnen, und wurde verwendet, um einige Verhaltensweisen der Teilnehmer an der Gamergate-Kontroverse zu beschreiben. Im Zusammenhang mit dieser Kontroverse publizierte das Journal First Monday 2016 eine Studie, in der die Teilnehmer zu ihrem Verständnis der verwendeten Terminologie befragt wurden, beispielsweise was sie als Belästigung empfinden und was Begriffe wie politische Korrektheit und Sealioning für sie bedeuten. Ihre Antworten fielen in Abhängigkeit von ihren Vorannahmen und Zielen aus.
Im Jahr 2017 veröffentlichte das an der Harvard University angesiedelte Berkman Klein Center for Internet & Society eine Reihe von 16 Essays zum Thema Perspectives on Harmful Speech Online. Daran beteiligte sich die Ethnolinguistin Amy Johnson mit ihrem Beitrag The Multiple Harms of Sea Lions. Sie definierte Sealioning als beabsichtigte und kämpferische Darbietung von Ahnungslosigkeit („intentional, combative performance of cluelessness“) und stufte es – wie viele Autoren vor ihr – als eine Form des Trollens ein. Sie kritisierte den Begriff selbst als unverständlich und obskur („opaque and obscure“). Eine Analogie zur Vorgehensweise eines sogenannten Sealions sei die eines auf Menschen gerichteten Denial-of-Service-Angriffs, da analog zum gezielten Überlasten eines Servers mit sinnlosen Anfragen beim Sealioning eine soziale und technische Manipulation mit dem Ziel erfolgt, das Gegenüber zu erschöpfen und dadurch Debatten zu verhindern. Zwei Jahre später fasste sie zusammen:

“Rhetorically, sealioning fuses persistent questioning – often about basic information, information on easily found elsewhere, or unrelated or tangential points – with a loudly-insisted-upon commitment to reasonable debate. It disguises itself as a sincere attempt to learn and communicate. Sealioning thus works both to exhaust a target’s patience, attention, and communicative effort, and to portray the target as unreasonable. While the questions of the ‘sea lion’ may seem innocent, they’re intended maliciously and have harmful consequences.”

„Rhetorisch gesehen verbindet das Sealioning hartnäckiges Hinterfragen – oft von grundlegenden Informationen, von Informationen, die anderswo leicht zu finden sind, oder von nicht verwandten oder nebensächlichen Punkten – mit einem lautstarken Engagement für eine vernünftige Debatte. Es tarnt sich als aufrichtiger Versuch, zu lernen und zu kommunizieren. Sealioning dient also sowohl dazu, die Geduld, die Aufmerksamkeit und die kommunikativen Bemühungen einer Zielperson zu erschöpfen, als auch dazu, sie als unvernünftig darzustellen. Die Fragen des ‚Seelöwen‘ mögen unschuldig erscheinen, sind aber böswillig gemeint und haben schädliche Folgen.“

Zahlreiche Wissenschaftler verweisen auf Sealioning oder beschreiben es direkt als eine von Internet-Trollen angewandte Technik. Im Dezember 2020 listete das Merriam-Webster’s Collegiate Dictionary den Begriff als „Words We’re Watching“, was bedeutet, dass diese Wörter zunehmend in Gebrauch kommen, jedoch die Kriterien zur Aufnahme in das Wörterbuch noch nicht erfüllen. Dort heißt es, Sealioning sei eine Form von Trolling mit dem Ziel, andere Diskussionsteilnehmer ohne die Absicht eines echten Diskurses zu erschöpfen. Das kanadische Magazin Maclean’s lobte die Merriam-Webster-Definition. Man sollte diesen Neologismus auf der Merriam-Webster-Liste im Auge behalten, weil er treffend die Frustration von Online-Gesprächen beschreibe.

### Ab 2021
Im November 2021 erinnerte Patricia Hluchy im Maclean’s im Zusammenhang mit dem Sealioning an weitere Begriffe, die in den allgemeinen Sprachgebrauch eingegangen sind und ihren Ursprung in Comics hatten, wie z. B. Brainiac (Comic von 1958) und Milquetoast (aus einem Comic von 1924). Sie stellte fest, dass Malki dem Begriff mit gemischten Gefühlen gegenüberstand, denn er habe nicht vorgehabt, einen Begriff zu prägen. Was er habe kritisieren wollen, sei die Vorstellung, jeder habe ein Anrecht auf so viel Aufmerksamkeit, wie er begehre.
Im Dezember 2021 veröffentlichte Paul Linke in der Berliner Zeitung ein Gespräch mit Giulia Silberberger, Betriebswirtin und Gründerin des goldenen Aluhuts, in dem neben Dog Whistling und Derailing auch die Taktik des Sealioning zur Sprache kam. Silberberger hält bei den Anwendern dieser Kommunikationsstrategien ein ihnen innewohnendes Überlegenheitsgefühl für ein „essenzielles Gefühl“: „Man ist dahintergestiegen, aufgewacht, während die anderen noch schlafen. Man fühlt sich klüger, besser, als Auserwählte.“ Das sei ein, wenn auch „kurzfristiger psychischer Gewinn“. Gemeinsam sei all diesen Taktiken bzw. ihren Anwendern ein „Kapern von öffentlichen Diskussionen“, „das inflationäre Schreiben“ und das „gebauchpinselt werden wollen von ihren Anhägern“ [sic!]. Was die Anwender der drei genannten Techniken einen würde, sei „ein Dagegen“ – „gegen was auch immer“. Bei näherer Betrachtung sei die vorgetragene Kritik jedoch „gar nicht so sachlich, wie man vermutet, sondern stark emotionalisiert und von unsachlichen und tendenziösen Formulierungen dominiert“. Gegenargumente würden stets „verworfen und abgeschmettert“. Silberberger empfiehlt im Umgang mit diesen Diskutanten, sich nicht „von den eigenen Emotionen […] davontreiben“ zu lassen.
Die Soziologin Angelika Schoder wies im September 2022 darauf hin, dass das Verhalten einer Sealioning betreibenden Person nicht immer „bewusst einer Methode“ folge, sich gleichwohl „bestimmte Mechanismen erkennen“ ließen, zu denen gehöre, dass sie sich „nie überzeugen“ ließe, sich „mit keiner Antwort zufrieden geben und keine Quelle als ausreichend ansehen“ würde und behaupte, dass die andere Seite „offensichtlich die unvernünftige ist, die nicht sachlich diskutieren“ könne. Diese Methoden würden zermürben und Ressourcen binden.
Ebenfalls 2022 veröffentlichte der Philosoph Jerry Green eine als Fallstudie („Case Study“) bezeichnete philosophische Analyse des kürzlich geprägten Begriffs („recently coined term“) Sealioning. Seine epistemischen Überlegungen bringen ihn zu dem Schluss, dass es bei diesem Verhalten nicht um bloße Unzulänglichkeiten oder Inkompetenzen gehe, sondern ihm – erkenntnistheoretisch gesehen – Charakterzüge zugrundelägen, die auf ein böses Ende („malicious end“) ausgerichtet seien. Wie Wissbegierde, Neugier und Interesse fokussiere Sealioning zwar auf das Fragen – und dadurch unterscheide es sich von anderen Trollereien –, sei indes nicht auf Informationsgewinn aus. Es ist laut Green ein epistemisches Laster („epistemic vice“)
Im April 2024 hinterlegte die gemeinnützige Organisation Der goldene Aluhut, die sich der Aufklärung über Fake News, Sekten und ideologischen Missbrauch ebenso wie dem Widerlegen von Pseudowissenschaft und Verschwörungstheorien widmet, auf ihrer Website eine Begriffsbeschreibung. Dort wird das Verhalten mit dem Brüllen der Seelöwen verglichen und mit Gish-Galopp, Whataboutism oder Moving the goalposts in Verbindung gebracht. Die Taktik funktioniere, weil Menschen gewohnt sind, auf höflich gestellte Fragen zu antworten. Durch ständige Rück- und Suggestivfragen werde die Diskussion ad nauseam in Gang gehalten. Jenseits der digitalen Welt komme es in Talkshows und Podiumsdiskussionen zu ähnlichen Phänomenen, wenn beispielsweise „ausufernde Zwischenfragen gestellt werden, bei denen ein Bezug zum Thema der Veranstaltung zunehmend schwerer erkennbar wird“. Dann könne Sealioning den Effekt eines Derailments haben, insbesondere wenn die Einstiegsfrage auf einen Nebenaspekt zielte. Dadurch kann das eigentliche Thema aus dem Auge geraten. Ziel des Ganzen sei, „die Oberhand zu behalten“. Die Strategie setze die Gesprächspartner chronisch unter Zugzwang. Verliert der die Nerven und wird emotional, gebe sich „der Seelöwe tief verletzt: Er hat doch nur Fragen gestellt!“ Gefährlich sei das Sealioning, weil es den „Tod jeden fruchtbaren Dialogs“ bedeuten kann. Es solle Überlegenheit demonstriert und der Gesprächspartner demotiviert werden, mindestens aber binde es „Energie und Ressourcen, die anderswo dringend gebraucht werden“. Die Empfehlungen für den Umgang mit Sealions fallen ähnlich wie jene von Wampfler aus.
Der Politikwissenschaftler Michael Blume bezeichnete im Juni 2024 auf Spektrum.de Personen, die Sealioning betreiben, als „Zeitvampire“ und ging davon aus, dass sich mit KI-Unterstützung „in Sekunden, inhaltlich überprüfbar und mit Quellenangabe sinnvolle und interessante“ Antworten entwerfen ließen, mit denen dem „Zeitvampirismus“ begegnet werden könne. In einer Antwort auf einen Kommentar merkte er an, diesen Trollen gehe es nicht um einen Dialog, „sondern vor allem um Selbstinszenierung, destruktive Machtausübung und Fantasien von Dominanz“.
Martha Claeys bezeichnete 2024 Sealions als Belästiger, die nur scheinbar freundlich seien („“friendly” harasser“), und befasste sich in ihrer Abhandlung auch mit deren Opfern. Weichen die nicht geschickt aus, geraten sie in eine unmögliche Lage: Antworten sie nicht, werden sie als unhöflich bezeichnet, antworten sie aber, sind sie bald erschöpft oder laufen Gefahr, die Fassung zu verlieren, um dann als unfreundlich oder gar verrückt beschimpft zu werden. Besser sei es, die Motivation des Fragestellers offenzulegen und die trügerische Freundlichkeit anzuprangern.

## Kritik
Während der Begriff in zahlreichen Publikationen beschrieben, analysiert und auf die Folgen damit bezeichneten Verhaltens untersucht wurde, findet sich kaum Kritik an diesem Wort. Die Bloggerin Frances Bell gab dafür Raum. In ihrem Blog sind einige kritische Kommentare gelistet.
Malki selbst veröffentlichte 2015 unter dem Titel Errata auf seiner Website Wondermark – wie schon die Jahre zuvor – selbstkritische Anmerkungen zu verschiedenen Comics. Dabei entschuldigte er sich für Aspekte, die er bei der Fertigung unter anderem des Comics über den Sealion nicht bedacht hatte.